# Hallenhockey-Europameisterschaft der Damen 2016
Die Hallenhockey-Europameisterschaft der Damen 2016 war die 18. Auflage der Hallenhockey-EM der Damen. Sie wurde vom 22. bis. 24. Januar im Sportpalast der belarussischen Hauptstadt Minsk ausgetragen. Acht Länder nahmen daran teil, die Niederlande konnte ihren Titel verteidigen.

## Vorrunde

### Gruppe A
| Team 1      | Team 2      | Ergebnis  |
| ----------- | ----------- | --------- |
| Niederlande | Polen       | 9:0 (6:0) |
| Tschechien  | Belgien     | 5:0 (1:0) |
| Niederlande | Tschechien  | 9:1 (6:1) |
| Belgien     | Polen       | 1:5 (0:2) |
| Belgien     | Niederlande | 1:5 (0:2) |
| Polen       | Tschechien  | 4:0 (0:0) |

Tabelle
| Rang | Land        | Spiele | Tore  | Differenz | Punkte |
| ---- | ----------- | ------ | ----- | --------- | ------ |
| 1    | Niederlande | 3      | 23:02 | + 21      | 9      |
| 2    | Polen       | 3      | 09:10 | - 01      | 6      |
| 3    | Tschechien  | 3      | 06:13 | - 07      | 3      |
| 4    | Belgien     | 3      | 02:15 | - 13      | 0      |

### Gruppe B
| Team 1      | Team 2      | Ergebnis  |
| ----------- | ----------- | --------- |
| Österreich  | Ukraine     | 1:6 (0:3) |
| Deutschland | Belarus     | 3:4 (1:2) |
| Österreich  | Deutschland | 0:2 (0:0) |
| Belarus     | Ukraine     | 3:1 (0:0) |
| Deutschland | Ukraine     | 1:0 (0:0) |
| Belarus     | Österreich  | 3:1 (2:0) |

Tabelle
| Rang | Land        | Spiele | Tore  | Differenz | Punkte |
| ---- | ----------- | ------ | ----- | --------- | ------ |
| 1    | Belarus     | 3      | 10:05 | + 5       | 9      |
| 2    | Deutschland | 3      | 06:04 | + 2       | 6      |
| 3    | Ukraine     | 3      | 07:05 | + 2       | 3      |
| 4    | Österreich  | 3      | 02:11 | - 9       | 0      |

## Fünfter bis Achter Platz
Die Mannschaften, die die Vorrunde als Dritte oder Vierte beendeten, wurden in eine Gruppe C eingeteilt. Sie nahmen das Ergebnis (Tore, Punkte) aus der Vorrunde mit, das sie gegen den ebenfalls eingeteilten Gegner erreicht hatten. Die zwei Spiele bestritten sie gegen die anderen beiden Gruppenmitglieder.
Die letzten beiden stiegen in die „B-EM 2018“ ab.

### Gruppe C
| Team 1     | Team 2     | Ergebnis  |
| ---------- | ---------- | --------- |
| Belgien    | Österreich | 2:2 (1:0) |
| Tschechien | Ukraine    | 2:3 (0:2) |
| Österreich | Tschechien | 3:3 (2:1) |
| Ukraine    | Belgien    | 3:3 (2:0) |

| Team       | Punkte | Sp | S | U | N | Tore | Gtore | Diff |
| ---------- | ------ | -- | - | - | - | ---- | ----- | ---- |
| Ukraine    | 7      | 3  | 2 | 1 | 0 | 12   | 6     | + 6  |
| Tschechien | 4      | 3  | 1 | 1 | 1 | 10   | 6     | + 4  |
| Österreich | 2      | 3  | 0 | 2 | 1 | 6    | 11    | - 5  |
| Belgien    | 2      | 3  | 0 | 2 | 1 | 5    | 10    | - 5  |

## Halbfinale
| Team 1      | Team 2      | Ergebnis            |
| ----------- | ----------- | ------------------- |
| Belarus     | Polen       | 1:1 (1:0), 2:3 i.P. |
| Niederlande | Deutschland | 5:2 (2:1)           |

## Spiel um Platz 3
| Team 1  | Team 2      | Ergebnis  |
| ------- | ----------- | --------- |
| Belarus | Deutschland | 6:5 (2:2) |

## Finale
| Team 1 | Team 2      | Ergebnis  |
| ------ | ----------- | --------- |
| Polen  | Niederlande | 2:6 (1:2) |